# Жук Петро Максимович
Жук Петро Максимович (* 10 квітня 1920, Бутенки — нині Кобеляцький район −† 4 червня 2000) — український архітектор. Заслужений архітектор України.

## Біографія
У 1964—1980 роках працював в Державному підприємстві «Інститут „Донецькпроект“». З 1981 року викладав у Макіївському інженерно-будівельному інституті (зараз Донбаська національна академія будівництва та архітектури).

## Творчий доробок архітектора
У м. Донецьк виконав проекти забудови проспектів:
- Комсомольський,
- Ленінський,
- Ілліча,
- бульвару Пушкіна,
- проектів житлового масиву Шахтобудівельник,
- будівлі інституту «Дондіпровуглемаш» .